# Павлоградська загальноосвітня школа № 5
Павлогра́дська загальноосві́тня школа I—III ступені́в № 5 — [[Українська мова|україномовний]Ліцей у місті Павлоград Дніпропетровської області.

## Загальні дані
№ 5 розташована за адресою: вул. Верстатобудівників, 5, місто Павлоград (Дніпропетровська область)—51400, Україна.
.
Мова викладання — українська.

## Історія
Збудована в 1981 році за типовим проєктом 224-1-117. Навчальне приміщення — 8000 м². Територія шкільного подвір'я — 3000 м². З 1996 року школа має статус україномовної.

## Сучасність
В школі функціонують: 48 навчальних кабінети, їдальня, 2 спортзали, 2 майстерні, кабінет обслуговуючої праці, кулінарія, кабінет профорієнтаці, логопедичний кабінет, актова зала, зала тренінгів, медичний кабінет.

Особливості навчального закладу: - школа є опорною з предметів гуманітарного циклу - історія, правознавство, курсу «Громадянська освіта»;розроблено авторську програму факультативу «Громадянська освіта".